# Марискаль, Игнасио
Игнасио Марискаль (исп. Ignacio Mariscal, 1829—1910) — мексиканский писатель, дипломат и государственный деятель, министр иностранных дел Мексики (1871—1872, 1880—1883, 1885—1910).

## Биография
Родился в семье Мариано Марискаля, заместителя командующего в годы Американо-мексиканской войны (1846—1848). В 1849 г. окончил юридический факультет Института искусств и наук штата Оахака. Вследствие оппозиции губернатору штата Антонио Лопесу де Санта-Анна в 1854 г. переехал в Мехико, где был приглашен в администрацию президента Бенито Хуареса и являлся советником по реализации законов о церковной конфискации.
В 1857 г. был избран депутатом Учредительного конгресса. на котором была разработана федеральная конституция Мексиканских Соединенных Штатов 1857 г. Входил в состав комитета по вопросам судебной системы, разрабатывал законопроекты, направленные на отмену привилегий армии и духовенства, а также на развитие гражданских судов. С началом Войны за реформу вместе с администрацией президента Хуареса переехал в Веракрус.
С победой либералов вернулся в Мехико и являлся членом Палаты депутатов (1861—1862), входил в состав комитета по конституционным вопросам. В 1863 г. был назначен консультантом по правовым вопросам в посольстве Мексики в Соединенных Штатах.
В 1869 г. утвержден в должности министра юстиции и народного образования, с 1871 по 1872 гг. — министр иностранных дел. В этот период были установлены дипломатические отношения с Германской империей и Испанией.
В 1873—1877 гг. — посол в США. В этот период вёл переговоры по претензиям мексиканских граждан после окончания французской интервенции в Мексику.
- 1879—1880 гг. — министр юстиции и народного образования,
- 1880—1883 гг. — министр иностранных дел,
- 1883—1885 гг. — посол в Британской империи.

С 1885 г. и до конца жизни занимал должность министра иностранных дел Мексики. 

 11 декабря 1890 года, барон Роман Романович Розен, назначенный Александром III Чрезвычайным и Полномочным Министром при правительстве Мексиканских Соединённых Штатов и Министр иностранных дел Мексики Игнасио Марискаль подписали соответствующий документ. О церемонии вручения верительных грамот президенту Порфирио Диасу, проходившей в Национальном дворце, Р. Р. Розен впоследствии писал в своих мемуарах: «Я имел честь вручать верительные грамоты немалому числу монархов и глав государств, но нигде больше эта процедура не сопровождалась церемонией столь тщательно разработанной и столь впечатляющей, как в Мехико» — 
.

## Литературное творчество
В 1882 г. опубликовал книгу «История противоречий между Мексикой и Гватемалой». В том же году он был избран действительным членом Мексиканской академии лингвистики. В 1909 г. он был избран президентом Мексиканской академии лингвистики, на этом посту находился до конца жизни.
Перевел на кастильский произведения Шекспира, Лонгфелло, Эдгара По и лорда Байрона.

## Награды и звания
Был награждён Крестом Первого класса Императорского ордена Железной короны Австро-Венгерской империи (1902).